# G-Test
In der Statistik dient der G-Test der Prüfung, ob die Häufigkeiten in einer Kontingenztafel durch den Zufall zustande gekommen sind oder nicht. Der G-Test löst in vielen Bereichen, insbesondere aber in der Computerlinguistik, den älteren Chi-Quadrat-Test ab.
Wie beim Chi-Quadrat-Test teilt man die Ausprägungen des Merkmals {\displaystyle X} in {\displaystyle m} Kategorien ein und zählt, wie oft das Merkmal in jede von diesen Kategorien fällt.
Die Formel zur Berechnung der Prüfstatistik G lautet wie folgt:
{\displaystyle G=2\sum _{i=1}^{m}{N_{i}\cdot \ln \left({\frac {N_{i}}{n_{0i}}}\right)}}
{\displaystyle N_{i}} ist die beobachtete Häufigkeit, mit der das Merkmal in die {\displaystyle i}-te Kategorie fällt, {\displaystyle n_{0i}} ist die erwartete Häufigkeit derselben Zelle unter Annahme der Nullhypothese, und {\displaystyle \ln } ist der natürliche Logarithmus. Das Summenzeichen addiert die Ergebnisse für alle {\displaystyle m} Kategorien. Die Prüfstatistik {\displaystyle G} ist annähernd Chi-Quadrat-verteilt mit {\displaystyle m-1} Freiheitsgraden.

## Vergleich mit dem Chi-Quadrat-Test
Beide Tests lösen dasselbe statistische Problem, der Chi-Quadrat-Test besitzt jedoch als aufwändigsten Rechenschritt eine Quadrierung, während der G-Test den Logarithmus berechnet. Der Chi-Quadrat-Test verdankt seine Beliebtheit somit der einfachen Berechnung, die bei kleinen Kontingenztafeln ohne Weiteres von Hand vorgenommen werden kann. Hinzu kommt, dass der Chi-Quadrat-Test schon seit jeher in grundlegenden Statistik-Lehrbüchern behandelt wird.
Für Chi-Quadrat-Tests gilt die Faustregel, dass der Häufigkeitswert pro Zelle mindestens 5 betragen muss. Der G-Test ist bei kleinen Stichproben robuster.